# Eccellenza Emilia-Romagna 2019-2020
Il campionato italiano di calcio di Eccellenza regionale 2019-2020 è stato il ventinovesimo organizzato in Italia. Rappresenta il quinto livello del calcio italiano.
A causa della pandemia di COVID-19 in Italia, la F.I.G.C. ha deciso per la sospensione definitiva del torneo al 
1º marzo 2020. 

## Stagione
Dopo la vittoria negli spareggi del Progresso, che si è unito a Correggese e Alfonsine nella promozione alla Serie D 2019-2020, i posti in Eccellenza sono diventati undici, di cui uno occupato dalla retrocessa Classe (il retrocesso Sasso Marconi è stato ripescato anche grazie alla fusione con l'Axys Zola e il retrocesso Santarcangelo Calcio ha chiesto il declassamento in Seconda categoria 2019-2020). Gli altri dieci posti sono stati occupati dalle otto promosse della Promozione: Borgo San Donnino, Bibbiano San Polo, San Felice, Arcetana, Vadese Zola (ex Vadese Sole Luna), Castenaso, Futball Cava Ronco (ex Ronco Edelweiss Forlì), Calcio Del Duca Ribelle e dalle due ripescate aventi diritto, Tropical Coriano e Castenaso. La Virtus Castelfranco torna nel Girone A.
Questi sono i gironi organizzati dal Comitato Regionale della regione Emilia-Romagna.

## Girone A

### Squadre partecipanti
| Club                    | Città                                       | Stadio                                   | Stagione precedente                           |
| ----------------------- | ------------------------------------------- | ---------------------------------------- | --------------------------------------------- |
| Agazzanese              | Agazzano (PC)                               | Campo "F. Baldini"                       | 2º posto in Eccellenza Emilia-Romagna gir. A  |
| Arcetana                | Arceto di Scandiano (RE)                    | Campo comunale                           | 3º posto in Promozione Emilia-Romagna gir. B  |
| Bagnolese               | Bagnolo in Piano (RE)                       | Stadio "F.lli Campari"                   | 3º posto in Eccellenza Emilia-Romagna gir. A  |
| Bibbiano San Polo       | Bibbiano (RE)                               | Stadio ("A") "Bedogni"                   | 3º posto in Promozione Emilia-Romagna gir. A  |
| Borgo San Donnino       | Fidenza (PR)                                | Campo "Ballotta" ("A")                   | 1º posto in Promozione Emilia-Romagna gir. A  |
| Castelvetro             | Castelvetro di Modena (MO)                  | Campo sintetico "Venturelli"             | 10º posto in Eccellenza Emilia-Romagna gir. A |
| Cittadella Vis S. Paolo | Modena                                      | Campo "Botti"                            | 11º posto in Eccellenza Emilia-Romagna gir. A |
| Colorno                 | Colorno (PR)                                | Stadio C. Centro Form. Federale Figc Lnd | 4º posto in Eccellenza Emilia-Romagna gir. A  |
| Felino                  | Felino (PR)                                 | Campo Bonfanti                           | 9º posto in Eccellenza Emilia-Romagna gir. A  |
| Fiorano 1961            | Fiorano Modenese (MO)                       | Campo sintetico "Ferrari"                | 13º posto in Eccellenza Emilia-Romagna gir. A |
| Folgore Rubiera S. Fao  | Rubiera (RE)                                | Campo "A. Valeriani"                     | 6º posto in Eccellenza Emilia-Romagna gir. A  |
| Nibbiano e Valtidone    | Nibbiano di Alta Val Tidone (PC)            | Campo "F.lli Curtoni"-Borgonovo Val T.   | 12º posto in Eccellenza Emilia-Romagna gir. A |
| Pol. San Michelese      | San Michele dei Mucchietti di Sassuolo (MO) | Campo sintetico "Zanti"                  | 7º posto in Eccellenza Emilia-Romagna gir. A  |
| Piccardo Traversetolo   | Traversetolo (PR)                           | Campo nuovo "S. Tesauri"                 | 8º posto in Eccellenza Emilia-Romagna gir. A  |
| Rolo                    | Rolo (RE)                                   | Campo comunale ("B")                     | 5º posto in Eccellenza Emilia-Romagna gir. A  |
| Real Formigine          | Formigine (MO)                              | Stadio "Pincelli"                        | 15º posto in Eccellenza Emilia-Romagna gir. A |
| San Felice              | San Felice sul Panaro (MO)                  | Campo "L. Bergamini"                     | 1º posto in Promozione Emilia-Romagna gir. B  |
| Virtus Castelfranco     | Castelfranco Emilia (MO)                    | Campo "Ferrarini" ("A")                  | 3º posto in Eccellenza Emilia-Romagna gir. B  |

### Classifica finale
|  | Pos. | Squadra                  | Pt | G  | V  | N  | P  | GF | GS | DR  |
|  | ---- | ------------------------ | -- | -- | -- | -- | -- | -- | -- | --- |
|  | 1.   | Bagnolese                | 52 | 24 | 16 | 4  | 4  | 45 | 23 | +22 |
|  | 2.   | Colorno                  | 45 | 24 | 12 | 9  | 3  | 44 | 23 | +21 |
|  | 3.   | Nibbiano e Valtidone     | 43 | 23 | 11 | 10 | 2  | 32 | 20 | +12 |
|  | 4.   | San Michelese            | 43 | 24 | 12 | 7  | 5  | 40 | 29 | +11 |
|  | 5.   | Piccardo Traversetolo    | 41 | 24 | 11 | 8  | 5  | 33 | 27 | +6  |
|  | 6.   | Real Formigine           | 37 | 24 | 9  | 10 | 5  | 30 | 26 | +4  |
|  | 7.   | Rolo                     | 36 | 24 | 10 | 6  | 8  | 33 | 27 | +6  |
|  | 8.   | San Felice               | 34 | 24 | 9  | 7  | 8  | 32 | 34 | -2  |
|  | 9.   | Virtus Castelfranco      | 33 | 23 | 9  | 6  | 8  | 30 | 23 | +7  |
|  | 10.  | Bibbiano San Polo        | 33 | 24 | 8  | 9  | 7  | 28 | 27 | +1  |
|  | 11.  | Arcetana                 | 26 | 24 | 6  | 8  | 10 | 36 | 41 | -5  |
|  | 12.  | Cittadella Vis San Paolo | 25 | 24 | 5  | 10 | 9  | 25 | 34 | -9  |
|  | 13.  | Borgo San Donnino        | 25 | 23 | 5  | 10 | 8  | 28 | 42 | -14 |
|  | 14.  | Agazzanese (-1)          | 23 | 23 | 6  | 6  | 11 | 26 | 33 | -7  |
|  | 15.  | Felino                   | 22 | 24 | 6  | 4  | 14 | 26 | 34 | -8  |
|  | 16.  | Castelvetro              | 22 | 24 | 6  | 4  | 14 | 31 | 40 | -9  |
|  | 17.  | Folgore Rubiera San Fao  | 21 | 24 | 5  | 6  | 13 | 26 | 37 | -11 |
|  | 18.  | Fiorano                  | 16 | 24 | 4  | 4  | 16 | 17 | 42 | -25 |

Legenda:
      Promossa in Serie D 2020-2021.
      Retrocesse in Promozione 2020-2021.
Regolamento:
Tre punti a vittoria, uno a pareggio, zero a sconfitta.
Note:
Agazzanese ha scontato 1 punto di penalizzazione..

### Risultati

#### Tabellone
I match non disputati sono tutti stati annullati, come deciso dal Consiglio Federale della FIGC, a causa della pandemia di COVID-19.
|                          | Aga  | Arc  | Bag  | Bib  | Bor  | Cas  | Cit  | Col  | Fel  | Fio  | FoR  | NeV  | PSM  | Pic  | RFo  | Rol  | SFe  | VCa  |
| ------------------------ | ---- | ---- | ---- | ---- | ---- | ---- | ---- | ---- | ---- | ---- | ---- | ---- | ---- | ---- | ---- | ---- | ---- | ---- |
| Agazzanese               | –––– | 1-0  | n.d. | n.d. | n.d. | 1-0  | n.d. | 0-0  | n.d. | 3-0  | 3-2  | 1-3  | 0-1  | 1-1  | 0-0  | n.d. | 5-0  | 0-2  |
| Arcetana                 | n.d. | –––– | n.d. | n.d. | 1-1  | n.d. | 2-2  | 0-1  | 2-1  | n.d. | 1-1  | n.d. | 2-1  | 2-3  | 2-4  | 0-1  | 0-4  | 3-0  |
| Bagnolese                | 3-0  | 3-4  | –––– | 1-1  | 3-1  | n.d. | 1-2  | n.d. | 1-0  | 1-0  | 1-1  | 0-1  | n.d. | 2-0  | n.d. | n.d. | 3-1  | 2-1  |
| Bibbiano San Polo        | 1-0  | 2-2  | 0-2  | –––– | n.d. | 3-2  | 2-2  | 0-1  | 2-3  | 0-1  | n.d. | n.d. | 1-0  | n.d. | 0-1  | 0-0  | n.d. | 1-0  |
| Borgo San Donnino        | 1-1  | n.d. | n.d. | 2-1  | –––– | 0-7  | n.d. | n.d. | 1-1  | n.d. | 1-2  | 1-4  | 1-3  | 3-2  | 1-1  | n.d. | 1-2  | 0-2  |
| Castelvetro              | n.d. | 2-1  | 2-3  | 1-2  | n.d. | –––– | n.d. | 1-3  | 1-2  | n.d. | 1-0  | n.d. | 0-2  | 1-0  | 1-1  | 1-1  | n.d. | 1-2  |
| Cittadella Vis San Paolo | 1-1  | n.d. | 0-1  | 2-2  | 1-1  | 3-0  | –––– | n.d. | 0-2  | 1-0  | 0-3  | 1-0  | 1-2  | 0-0  | n.d. | n.d. | 2-2  | n.d. |
| Colorno                  | 3-0  | 2-2  | 4-1  | n.d. | 2-2  | 3-0  | 4-0  | –––– | 1-0  | n.d. | n.d. | 0-2  | n.d. | n.d. | 1-1  | 1-1  | 2-2  | 0-2  |
| Felino                   | 5-2  | n.d. | 1-3  | 0-0  | 2-0  | 1-3  | 0-1  | n.d. | –––– | 1-2  | 0-1  | 1-2  | n.d. | 1-2  | n.d. | 0-1  | 2-0  | n.d. |
| Fiorano                  | n.d. | 0-3  | 0-3  | 0-3  | 1-2  | 0-2  | n.d. | 0-2  | 3-0  | –––– | 0-0  | n.d. | 2-3  | n.d. | 0-3  | 1-3  | n.d. | 1-1  |
| Folgore Rubiera San Fao  | n.d. | 1-2  | 1-2  | 1-2  | 1-3  | 2-1  | 1-1  | 2-3  | 2-1  | 0-0  | –––– | 2-3  | 2-3  | n.d. | 0-1  | 0-4  | n.d. | n.d. |
| Nibbiano e Valtidone     | 1-0  | 2-1  | 0-1  | 1-1  | rinv | 1-1  | n.d. | 1-1  | n.d. | 2-2  | n.d. | –––– | n.d. | 0-0  | 0-0  | 2-1  | 0-0  | 2-2  |
| San Michelese            | 1-0  | 1-1  | 1-2  | 1-1  | 1-1  | 2-2  | 2-1  | 1-2  | 1-1  | 3-0  | n.d. | 3-0  | –––– | 2-2  | n.d. | n.d. | 3-2  | n.d. |
| Piccardo Traversetolo    | 2-1  | 4-2  | 0-2  | 0-0  | 1-1  | 4-0  | 1-1  | 0-5  | n.d. | 1-0  | 2-1  | n.d. | n.d. | –––– | 3-1  | 1-1  | 2-0  | n.d. |
| Real Formigine           | 2-2  | 1-1  | 0-0  | n.d. | 1-1  | 1-0  | 2-1  | n.d. | 3-1  | 1-0  | n.d. | 0-2  | 2-2  | n.d. | –––– | 0-2  | 3-0  | 0-3  |
| Rolo                     | 1-3  | 2-1  | 0-3  | n.d. | 2-3  | n.d. | 2-2  | 3-1  | n.d. | n.d. | n.d. | 0-0  | 0-1  | 0-1  | 3-1  | –––– | 1-2  | 1-0  |
| San Felice               | 3-1  | 1-1  | n.d. | 3-1  | 0-0  | 2-1  | 2-0  | 1-1  | n.d. | 2-3  | 0-0  | 1-2  | n.d. | n.d. | n.d. | 1-0  | –––– | 1-0  |
| Virtus Castelfranco      | rinv | n.d. | 2-2  | 1-2  | n.d. | n.d. | 1-0  | 1-1  | 0-0  | 2-1  | 2-0  | n.d. | 3-0  | 0-1  | n.d. | 2-3  | n.d. | –––– |

## Girone B

### Squadre partecipanti
| Club                    | Città                                | Stadio                               | Stagione precedente                           |
| ----------------------- | ------------------------------------ | ------------------------------------ | --------------------------------------------- |
| Argentana               | Argenta (FE)                         | Stadio "L. Mongardi"                 | 10º posto in Eccellenza Emilia-Romagna gir. B |
| Calcio Castrocaro       | Castrocaro (FC)                      | Campo "P. Battanini" ("A")           | 5º posto in Eccellenza Emilia-Romagna gir. B  |
| Calcio Del Duca Ribelle | Cannuzzo di Cervia (RA)              | Campo comunale "Brighi"              | 2º posto in Promozione Emilia-Romagna gir. D  |
| Castenaso               | Castenaso (BO)                       | Campo "Negrini" (sintetico)          | 3º posto in Promozione Emilia-Romagna gir. C  |
| Classe                  | Classe di Ravenna                    | Campo comunale N° 1                  | 17º posto in Serie D gir. D                   |
| Copparese               | Copparo (FE)                         | Stadio "D. Preziosa"                 | 7º posto in Eccellenza Emilia-Romagna gir. B  |
| Corticella              | Corticella di Bologna                | Campo "Biavati" ("1")                | 13º posto in Eccellenza Emilia-Romagna gir. B |
| Diegaro                 | Diegaro di Cesena (FC)               | Campo comunale                       | 11º posto in Eccellenza Emilia-Romagna gir. B |
| Futball Cava Ronco      | Forlì                                | Campo sintetico "Morgagni"           | 1º posto in Promozione Emilia-Romagna gir. D  |
| Fya Riccione            | Riccione (RN)                        | Stadio sintetico "Nicoletti"         | 9º posto in Eccellenza Emilia-Romagna gir. B  |
| Granamica               | Minerbio (BO)                        | Campo "G. Soverini"                  | 8º posto in Eccellenza Emilia-Romagna gir. B  |
| Marignanese             | San Giovanni in Marignano (RN)       | Campo comunale (erba naturale)       | 4º posto in Eccellenza Emilia-Romagna gir. B  |
| Masi Torello Voghiera   | Masi Torello (FE)                    | Stadio "Villani"                     | 2º posto in Promozione Emilia-Romagna gir. C  |
| Medicina Fossatone      | Medicina (BO)                        | Stadio "E. Bambi"                    | 12º posto in Eccellenza Emilia-Romagna gir. B |
| Sampaimola              | Imola (BO)                           | Campo "Dalle Vacche"                 | 15º posto in Eccellenza Emilia-Romagna gir. B |
| S. Agostino             | Sant'Agostino di Terre del Reno (FE) | Campo comunale                       | 6º posto in Eccellenza Emilia-Romagna gir. B  |
| Tropical Coriano        | Coriano (RN)                         | Campo "D. Grandi" ("A")              | 4º posto in Promozione Emilia-Romagna gir. D  |
| Vadese Zola             | Zola Predosa (BO)                    | Stadio sintetico "Enrico Filippetti" | 1º posto in Promozione Emilia-Romagna gir. C  |

### Classifica finale
|  | Pos. | Squadra                 | Pt | G  | V  | N  | P  | GF | GS | DR  |
|  | ---- | ----------------------- | -- | -- | -- | -- | -- | -- | -- | --- |
|  | 1.   | Marignanese             | 55 | 24 | 16 | 7  | 1  | 49 | 14 | +35 |
|  | 2.   | Corticella              | 49 | 24 | 15 | 4  | 5  | 38 | 26 | +12 |
|  | 3.   | Diegaro                 | 48 | 24 | 15 | 3  | 6  | 32 | 26 | +6  |
|  | 4.   | Fya Riccione            | 43 | 24 | 11 | 10 | 3  | 33 | 17 | +16 |
|  | 5.   | Calcio Del Duca Ribelle | 43 | 24 | 13 | 4  | 7  | 37 | 24 | +13 |
|  | 6.   | Granamica               | 40 | 24 | 11 | 7  | 6  | 41 | 24 | +17 |
|  | 7.   | Castenaso               | 37 | 24 | 10 | 7  | 7  | 33 | 26 | +7  |
|  | 8.   | Medicina-Fossatone      | 36 | 24 | 9  | 9  | 6  | 41 | 34 | +7  |
|  | 9.   | Sampaimola              | 33 | 24 | 8  | 9  | 7  | 24 | 23 | +1  |
|  | 10.  | Argentana               | 31 | 24 | 8  | 7  | 9  | 33 | 40 | -7  |
|  | 11.  | Sant'Agostino           | 30 | 24 | 8  | 6  | 10 | 33 | 25 | +8  |
|  | 12.  | Masi Torello Voghiera   | 29 | 24 | 6  | 11 | 7  | 32 | 37 | -5  |
|  | 13.  | Vadese Zola             | 26 | 24 | 7  | 5  | 12 | 28 | 41 | -13 |
|  | 14.  | Copparese               | 26 | 24 | 5  | 11 | 8  | 21 | 24 | -3  |
|  | 15.  | Tropical Coriano        | 23 | 24 | 6  | 5  | 13 | 23 | 41 | -18 |
|  | 16.  | Futball Cava Ronco      | 17 | 24 | 4  | 5  | 15 | 22 | 48 | -26 |
|  | 17.  | Classe                  | 12 | 24 | 3  | 3  | 18 | 20 | 42 | -22 |
|  | 18.  | Calcio Castrocaro       | 11 | 24 | 2  | 5  | 17 | 18 | 46 | -28 |

Legenda:
      Promossa in Serie D 2020-2021.
      Retrocesse in Promozione 2020-2021.
Regolamento:
Tre punti a vittoria, uno a pareggio, zero a sconfitta.
Note
Il Corticella ripescato per in Serie D 2020-2021.

### Risultati

#### Tabellone
I match non disputati sono tutti stati annullati, come deciso dal Consiglio Federale della FIGC, a causa della pandemia di COVID-19.
|                   | Arg  | CCa  | CDR  | Cas  | Cla  | Cop  | Cor  | Die  | Fut  | Fya  | Gra  | Mar  | Mas  | Med  | Sam  | San  | Tro  | Vad  |
| ----------------- | ---- | ---- | ---- | ---- | ---- | ---- | ---- | ---- | ---- | ---- | ---- | ---- | ---- | ---- | ---- | ---- | ---- | ---- |
| Argentana         | –––– | 1-2  | 1-2  | 1-4  | 3-1  | 0-0  | 1-2  | n.d. | 4-3  | 1-2  | n.d. | 1-1  | n.d. | n.d. | 2-2  | n.d. | 3-1  | 1-1  |
| Calcio Castrocaro | 1-1  | –––– | 0-2  | 0-3  | 0-1  | 0-1  | n.d. | 1-2  | n.d. | 1-4  | 2-0  | n.d. | n.d. | 3-3  | 0-0  | n.d. | 1-2  | 2-3  |
| Calcio Del D. R.  | 3-0  | 2-1  | –––– | 2-0  | 1-0  | n.d. | 0-1  | n.d. | 2-1  | 0-0  | n.d. | n.d. | 3-1  | 0-0  | 0-0  | n.d. | 1-2  | 4-0  |
| Castenaso         | 3-4  | 3-1  | n.d. | –––– | n.d. | 1-1  | n.d. | 0-1  | n.d. | 0-0  | n.d. | n.d. | 2-0  | 0-2  | 1-0  | 1-3  | 3-2  | 0-0  |
| Classe            | n.d. | 3-0  | n.d. | 0-1  | –––– | 1-3  | n.d. | n.d. | n.d. | n.d. | 0-1  | 0-2  | 0-2  | 0-2  | 1-2  | 2-0  | 1-2  | 1-1  |
| Copparese         | 0-2  | n.d. | 2-2  | n.d. | n.d. | –––– | n.d. | n.d. | 1-0  | 0-0  | 0-1  | 0-0  | 0-0  | 0-2  | 0-2  | 1-0  | n.d. | 5-0  |
| Corticella        | n.d. | 2-0  | n.d. | 1-3  | 4-3  | 1-0  | –––– | 1-2  | 3-0  | n.d. | 2-1  | 1-2  | 3-2  | 1-0  | n.d. | 2-1  | n.d. | 1-0  |
| Diegaro           | 0-1  | n.d. | 0-2  | n.d. | 1-0  | 2-1  | n.d. | –––– | 3-2  | 1-3  | 2-3  | 1-0  | 1-1  | n.d. | 2-1  | 2-1  | n.d. | 3-0  |
| Futball Cava R.   | n.d. | 2-2  | n.d. | 0-3  | 0-0  | n.d. | 3-1  | 1-3  | –––– | 1-1  | 1-3  | 0-3  | n.d. | 0-2  | n.d. | 1-1  | 0-0  | 2-1  |
| Fya Riccione      | 0-1  | n.d. | 2-1  | n.d. | 2-2  | n.d. | 3-1  | n.d. | n.d. | –––– | n.d. | 1-1  | 0-0  | 3-1  | 0-0  | 1-1  | 2-0  | 3-1  |
| Granamica         | 4-0  | n.d. | 2-1  | 0-0  | n.d. | 2-2  | 0-0  | 0-1  | 0-1  | 3-1  | –––– | 2-2  | 7-2  | n.d. | 2-0  | n.d. | n.d. | 4-0  |
| Marignanese       | n.d. | 2-0  | 4-0  | 3-0  | 3-1  | 2-2  | 1-1  | 0-0  | 3-0  | n.d. | 1-0  | –––– | n.d. | 3-0  | n.d. | 3-2  | 3-0  | n.d. |
| Masi Torello V.   | 1-1  | 2-1  | n.d. | 0-0  | 2-1  | 2-0  | 2-2  | 3-0  | 3-0  | 0-1  | 0-0  | 1-2  | –––– | 4-4  | n.d. | n.d. | 1-1  | n.d. |
| Medicina Foss.    | 2-2  | n.d. | 0-3  | 1-0  | 5-0  | 1-1  | 0-3  | 1-2  | 4-0  | 1-0  | 3-3  | n.d. | n.d. | –––– | 2-2  | 2-2  | 2-1  | n.d. |
| Sampaimola        | n.d. | 1-0  | n.d. | 2-2  | 2-1  | 0-0  | 1-2  | 3-0  | 0-1  | 0-0  | n.d. | 0-5  | 0-0  | n.d. | –––– | n.d. | 3-1  | 1-0  |
| Sant'Agostino     | 1-2  | 0-0  | 4-0  | n.d. | 1-0  | 2-0  | 0-1  | 1-1  | 3-2  | 0-2  | 0-0  | 0-1  | 5-0  | n.d. | 1-0  | –––– | n.d. | n.d. |
| Tropical Coriano  | 2-0  | 1-0  | 1-4  | 2-2  | 2-1  | 1-1  | 0-0  | 0-1  | n.d. | 0-2  | 1-2  | n.d. | n.d. | n.d. | n.d. | 0-4  | –––– | 1-3  |
| Vadese Zola       | 2-0  | 5-0  | 0-2  | 0-1  | n.d. | n.d. | 1-2  | 0-1  | 2-1  | n.d. | 2-1  | 1-2  | 3-3  | 1-1  | n.d. | 1-0  | n.d. | –––– |